# Thecla desgodinsi
Thecla desgodinsi är en fjärilsart som beskrevs av Charles Oberthür 1886. Thecla desgodinsi ingår i släktet Thecla och familjen juvelvingar. Inga underarter finns listade i Catalogue of Life.